# Lockheed C-141 Starlifter
Lockheed C-141 Starlifter byl vojenský čtyřmotorový proudový hornoplošník s úhlem šípu křídla 25° a ocasními plochami do T, který sloužil v americkém letectvu (USAF). Vyvinut byl na počátku 60. let a až do září 2005 byl v aktivní službě, kdy přepravoval náklad a vojsko.

## Vývoj

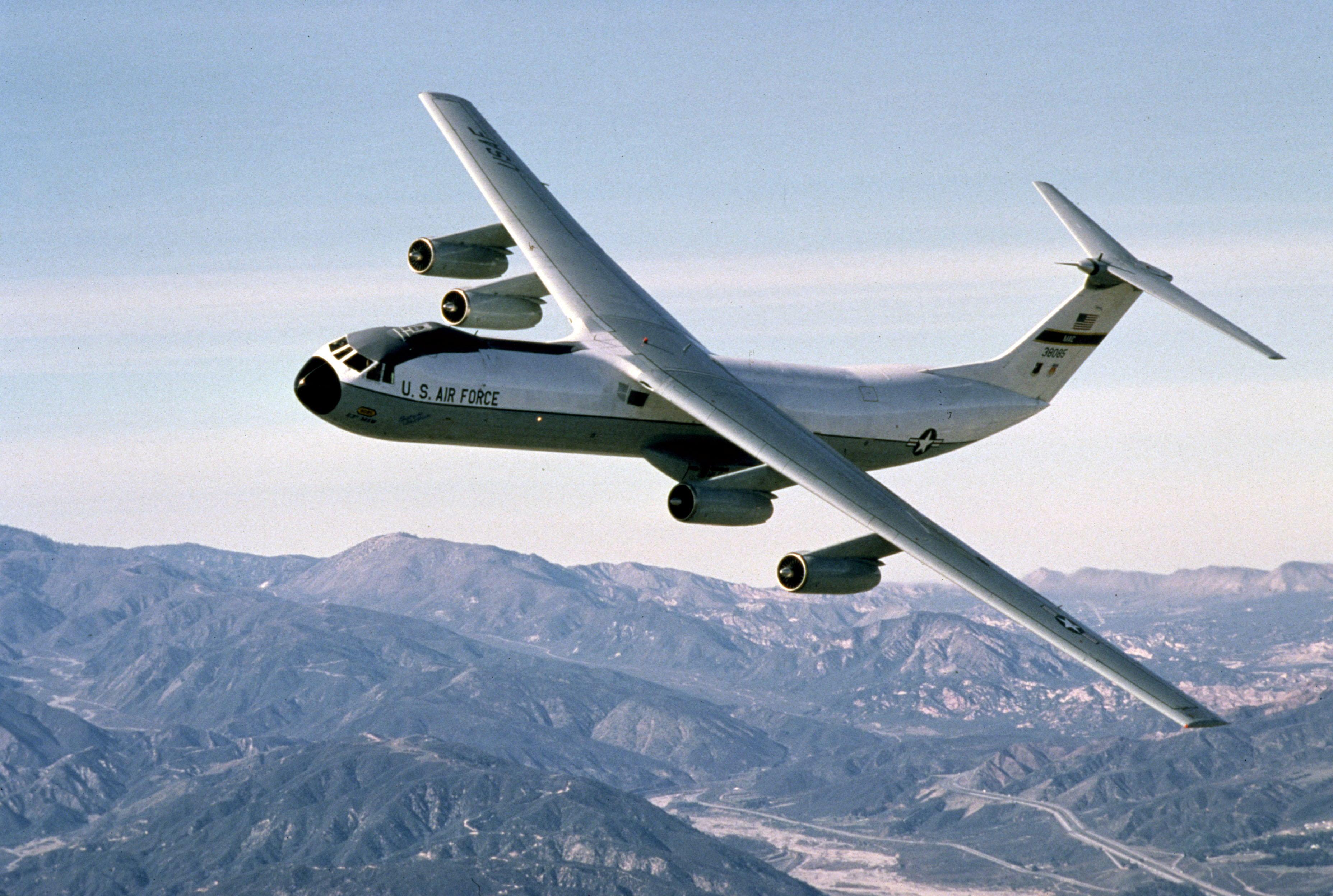
Lockheed C-141B Starlifter

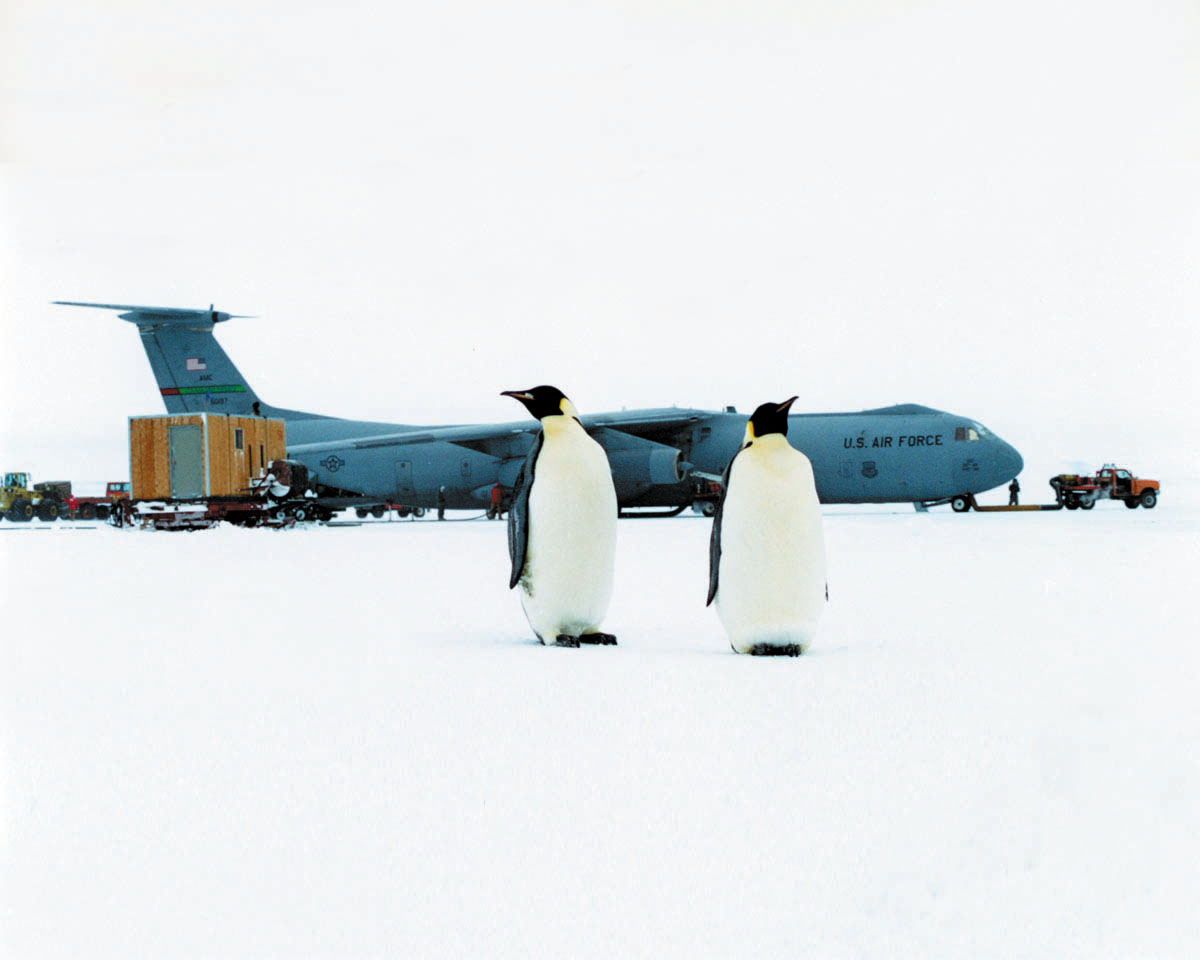
C-141 během operace Deep Freeze

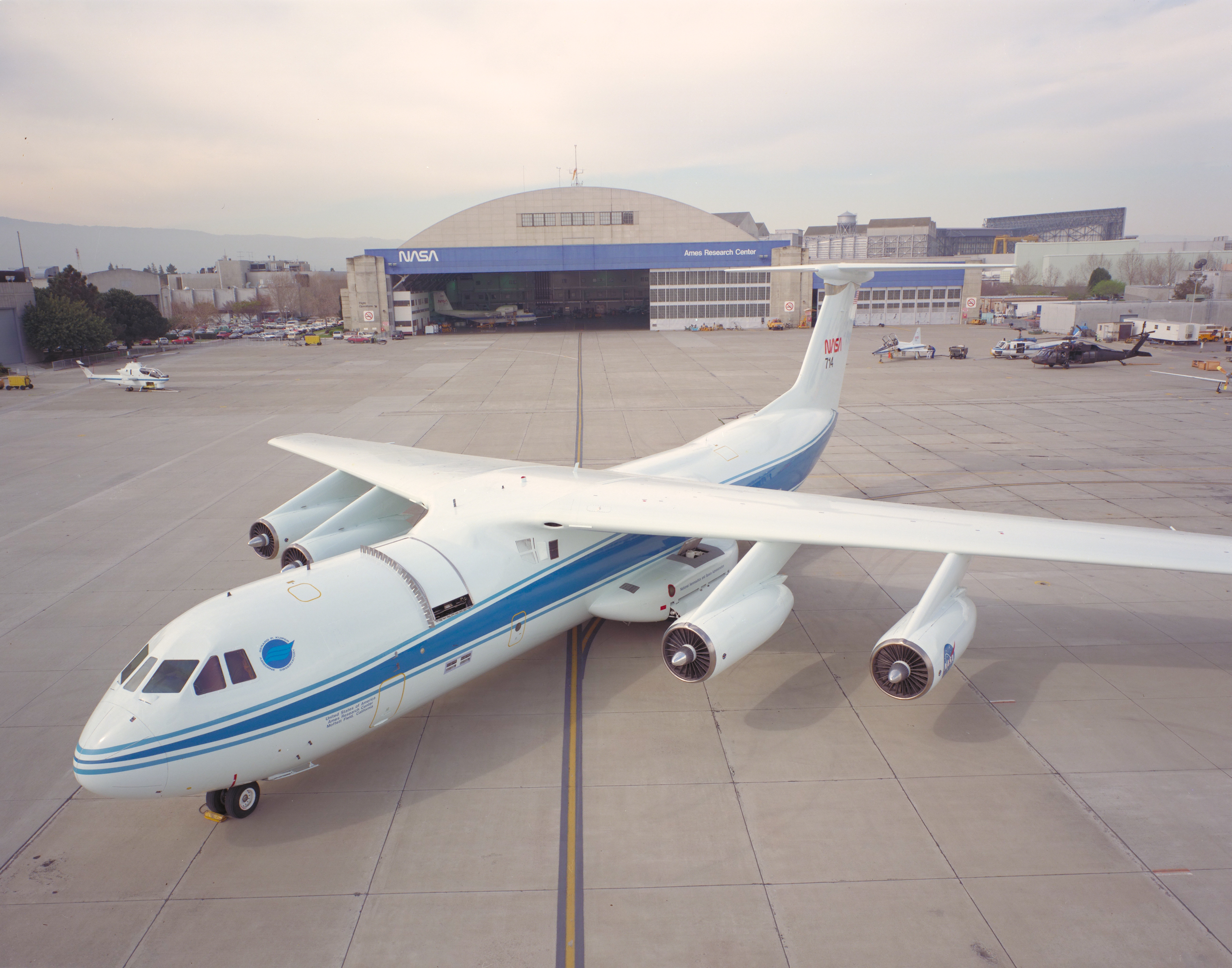
Kuiper Airborne Observatory (C-141A), NASA-714

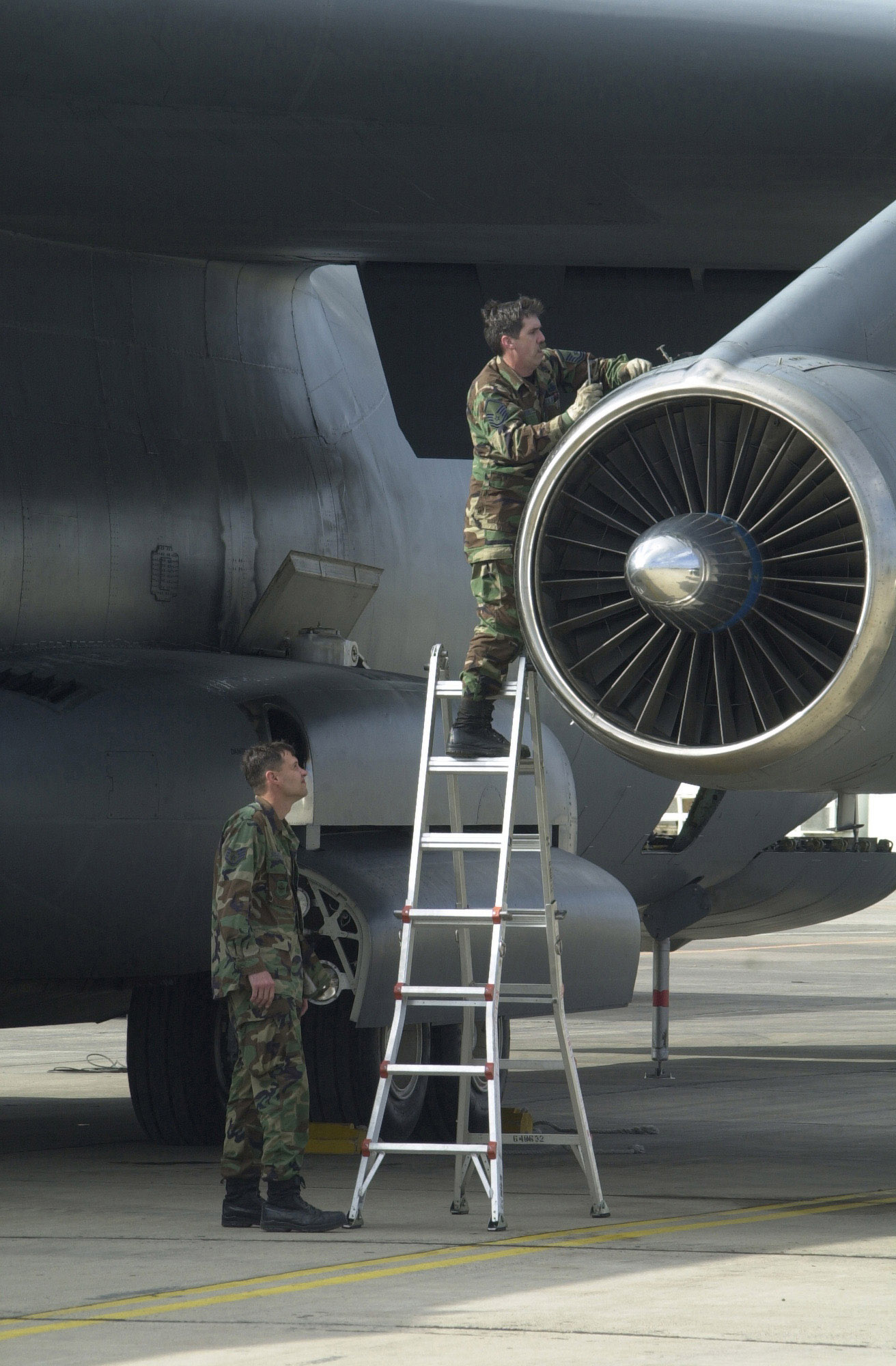
Údržba motorů Pratt & Whitney TF-33P7 letounu C-141

Navržen byl podle požadavků SOR-182 z května roku 1960, aby nahradil pomalejší nákladní letadla s pístovým motorem jako byl C-124 Globemaster II. První z pěti ověřovacích kusů poprvé vzlétl v roce 1963 pod označením C-141A Starlifter. Dodávky 285 letadel začaly v roce 1965: 284 pro letectvo a jeden pro NASA jako létající observatoř. Ihned byly nasazeny především na transpacifické tratě pro zásobování amerických jednotek ve Vietnamu.
V průběhu 70. let 20. století bylo 270 z 274 zbývajících C-141 postupně modernizováno. trup byl prodloužen díly před a za křídlem o 7,11 m a letoun byl současně vybaven nástavcem pro tankování paliva za letu. Dopravní kapacita se tak zvýšila o 30%. Prototyp nové verze YC-141B poprvé vzlétl 24. března 1977. Třináct transportních Starlifterů C-141B u 437. leteckého pluku bylo vybaveno pro zvláštní operace v nízkých výškách (SOLL), včetně systému FLIR (Forward-Looking Infra-Red) a ECM (Electronic Counter Measures).
Další verze nesla označení C-141C, z nichž poslední Lockheed dokončil 29. června 1982. V letech 1997 až 1999 USAF 64 z nich modernizovaly speciálně pro velitelství leteckých záloh. Stroje měly instalovány nové palubní desky s obrazovkami, GPS, řídící systém pro zhoršené povětrnostní podmínky a obranný systém včetně výstražného radiolokačního přijímače.
Letouny zůstaly v provozu více než 40 let do roku 2006, kdy je letectvo vyřadilo ze služby a nahradilo transportními letouny C-17 Globemaster III.

## Specifikace (C-141B Starlifter)

### Technické údaje
- Posádka: 5-7: 2 piloti, 2 letečtí inženýři, jeden navigátor, 1 správce nákladu (druhý správce běžně na palubě; v pozdějších letech byli navigátoři na palubě pouze při výsadkových misích); 5x lékařská posádka (2 zdravotní sestry, 3 laboranti) při evakuacích letech
- Délka: 51,3 m
- Výška: 12 m
- Rozpětí: 48,8 m
- Plocha křídel: 300 m²
- Užitečné zatížení: 42,5 t
- Hmotnost prázdného stroje: 65 542 kg
- Maximální vzletová hmotnost: 147 000 kg
- Pohonné jednotky: 4× dvouproudový motor Pratt & Whitney TF33-P-7 každý o tahu 90,1 kN

### Výkony
- Maximální rychlost: 912 km/h
- Dolet: 4 723 km
- Přeletový dolet: 9 880 km
- Dostup: 12 500 m
- Počáteční stoupavost: 13,2 m/s
- Plošné zatížení: 490 kg/m²
- Poměr tah hmotnost: 0,25